# Maňávka
Maňávka (do roku 1949 Česká Maňava, německy Böhmisch Haidl) je zaniklá vesnice v okrese Český Krumlov v Jihočeském kraji. Nacházela se v katastrálním území Maňávka u Českého Krumlova o rozloze 28,3 km², které od 1. ledna 2016 patří k městu Horní Planá. Předtím bylo součástí vojenského újezdu Boletice.

## Název
Název vesnice je pomocí přípony -ava odvozen z osobního jména Maň. Německé jméno Haidl znamená borek. V historických pramenech se název vesnice objevuje ve tvarech: Maniawa bohemicalis (okolo roku 1440), Maniawa Bohemicale (1483), Pairiš-Haidl (1562), Böhmisch-Haidl (1581), Maniwa Czieska (1600), Böhmischheidl (1654), Böhmisch-Haydl (1720), Böhmisch Haydl (1789), Böhmisch-Haidl nebo Maniwa česká (1841) a úředně Maňava česká nebo Böhmischhaidl (1854).

## Historie
První písemná zmínka  o vesnici pochází z doby okolo roku 1440. Už tehdy se rozlišovala Česká a Německá Maňava. Od zavedení obecního zřízení v polovině 19. století byla ves osadou obce Hodňov. V letech 1938 až 1945 byla ves v důsledku uzavření Mnichovské dohody přičleněna k nacistickému Německu.

## Obyvatelstvo
|           | 1869 | 1880 | 1890 | 1900 | 1910 | 1921 | 1930 | 1950 |
| --------- | ---- | ---- | ---- | ---- | ---- | ---- | ---- | ---- |
| Obyvatelé | 129  | 111  | 115  | 103  | 114  | 120  | 133  | 205  |
| Domy      | 12   | 11   | 11   | 10   | 10   | 10   | 11   | 25   |

## Pamětihodnosti
- Pozůstatky středověkého hrádku Hausberk, na kopci Hrad severozápadně od Perneku
- Kaple